# Diana (F-32)
La Diana (F-32) es una corbeta, segunda de la clase Descubierta de la Armada Española, que también prestó sus servicios como buque de mando de guerra de minas y que en 2015 fue dada de baja por los recortes presupuestarios. Fue el décimo buque de la Armada Española en portar dicho nombre.

## Construcción
Su quilla fue puesta sobre las gradas de los astilleros de la empresa nacional Bazán de Cartagena el 8 de julio de 1975, desde donde fue botada al agua el 26 de enero de 1976. Una vez concluidas las obras, se entregó a la Armada el 30 de junio de 1979, tras lo cual pasó a formar parte de la 21ª Escuadrilla de Escoltas con base en Cartagena.
Las Diana es un buque de diseño español, que se realizó aprovechando el poso tecnológico que dejó en Bazán (actualmente Navantia) la construcción de las corbetas de diseño alemán de la clase João Coutinho para la armada portuguesa.
La Diana contaba con una importante capacidad de lucha antisuperficie, similar o superior a la de casi todas las fragatas en servicio en el mundo en su época hasta su transformación en BMCM en el año 2000.

## Historial

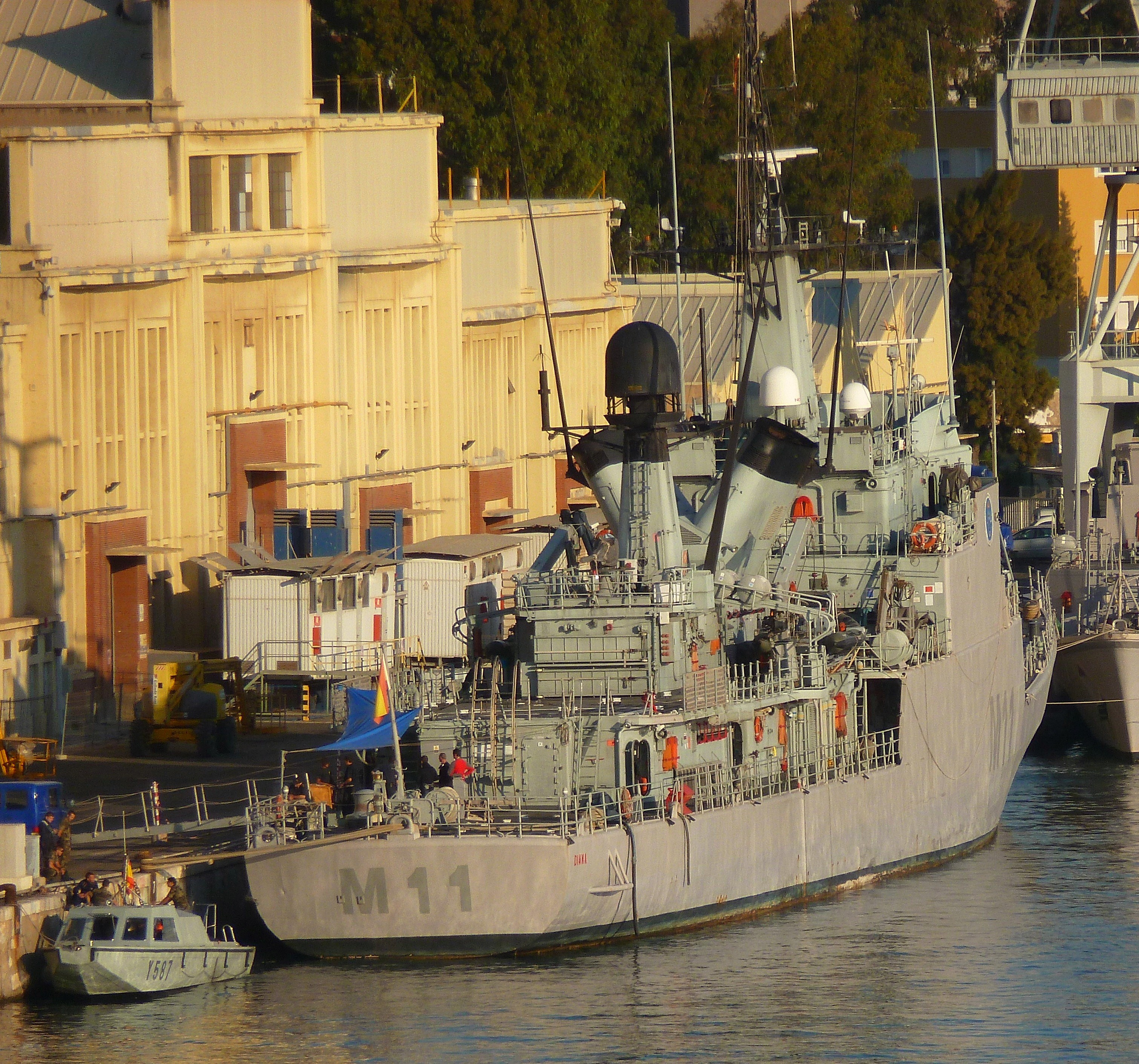
Imagen del buque en su configuración desde su conversión en MCM.

El 31 de octubre de 1990, fue enviada al Golfo Pérsico junto con la Fragata Numancia y a la corbeta Infanta Cristina tras la invasión de Kuwait por parte de Irak en misión de vigilancia y bloqueo cumpliendo mandato de la ONU, en las que llegó a hacer disparos de advertencia contra el carguero iraquí Khawla Bint Al Zawra en aguas del mar Rojo. Marta Sánchez dio un concierto a bordo en el puerto egipcio de Safaga dos días después de hacer lo mismo con la Numancia en Abu Dabi
La Diana (F-32) fue buque de mando de la flotilla de MCM (Medidas Contra Minas), y cambió su numeral a M-11 en el año 2000. Se espera que sea sustituido por un Buque de Acción Marítima modificado para cumplir su función, transportando en su interior una cámara hiperbárica para buceadores, así como algunos contenedores con diverso material para operaciones de buceo.
El 15 de junio de 2011, interceptó a dos pateras con 24 inmigrantes en aguas del mar de Alborán a 55 millas del Cabo de Gata, que tras ser rescatados, fueron transferidos al buque de salvamento Denebola.
Se produjo su baja el 28 de mayo de 2015, aunque llevaba sin navegar desde 2012 debido a los recortes presupuestarios de defensa.
A mediados de septiembre de 2016 se publicó en el BOE la salida a subasta del buque para desguace con un precio de salida de 245 312,78 €. Fue desguazada en la dársena de la Curra en julio de 2017.

### Buques de la clase
- Armada Española
  -  Descubierta (F-31)
  -  Infanta Elena (F-33)
  -  Infanta Cristina (F-34)
  -  Cazadora (F-35)
  -  Vencedora (F-36)
- Marina Real Marroquí
  -  Teniente Coronel Errahmani (F-501)
- Marina egipcia
  -  El Suez (F-941)
  -  El Aboukir (F-946)

### Buques similares
- Clase João Coutinho